# Ободное
Ободно́е (укр. Обідне́) — село на Украине, находится в Немировском районе Винницкой области.
Код КОАТУУ — 0523086001. Население по переписи 2001 года составляет 691 человек. Почтовый индекс — 22811. Телефонный код — 4331.
Занимает площадь 4,1 км².

## Адрес местного совета
22811, Винницкая область, Немировский р-н, с. Ободное